# Râul Curpenoasa
Râul Curpenoasa este un curs de apă, afluent al râului Jiu.